# Évaluation chez la femme enceinte des médicaments et de leurs risques
EFEMERIS (Évaluation chez la Femme Enceinte des MÉdicaments et de leurs RISques) est la première base de données française comportant des informations sur les médicaments prescrits et délivrés aux femmes pendant leur grossesse et le devenir de ces grossesses. Elle a été mise en place en 2004, en Haute-Garonne par l’unité « Médicaments, Reproduction, Grossesse et Allaitement » du service de Pharmacologie médicale et clinique du CHU de Toulouse.
95 % des femmes consomment au cours de leur grossesse un ou plusieurs médicaments. Les effets de ces expositions sur le nouveau-né sont pourtant encore trop souvent mal connus.
EFEMERIS a pour but d’améliorer les connaissances sur les risques liés à la consommation de médicaments au cours de la grossesse. 
Toutes les informations d'EFEMERIS sont anonymes. Les femmes enceintes concernées ont reçu un courrier d’information et  ont pu s’opposer à leur inclusion dans la base. Les femmes et leur(s) enfant(s) ne sont à aucun moment identifiables.

## Objectif
La base de données EFEMERIS permet l’évaluation du risque lié à la prise de médicaments au cours de la grossesse. Elle sert aussi d’observatoire des prescriptions de médicaments aux femmes enceintes.

## Méthodologie
Efemeris est le résultat du croisement de trois bases de données médicales ou administratives anonymisées :
1. la base de données de la Caisse Primaire d’Assurance Maladie (CPAM) de la Haute-Garonne (médicaments prescrits et délivrés au cours de la grossesse) ;
2. les données du service de Protection Maternelle et Infantile du Conseil Général de la Haute-Garonne (données des certificats de santé obligatoires des enfants à 8 jours, 9 et 24 mois) ;
3. les données du Centre Hospitalier Universitaire (CHU) de Toulouse (données sur les interruptions de grossesse).

Chaque année, environ 10,000 femmes enceintes et leurs enfants jusqu’à l’âge de deux ans enrichissent EFEMERIS.
Efemeris a été autorisée par la Commission Nationale de l’Informatique et des Libertés (CNIL), organisme indépendant français chargé de la protection des données personnelles.

## Partenaires financiers
Efemeris a reçu le soutien financier[réf. souhaitée] de l’Union nationale des caisses d'assurance-maladie (URCAM), de la Mutuelle générale de l'Éducation nationale (MGEN), de l'Institut national de la santé et de la recherche médicale (INSERM), de la Caisse Nationale d’Assurance Maladie des Travailleurs Salariés (CNAMTS), du Programme hospitalier de recherche clinique, de l'Agence nationale de sécurité du médicament et des produits de santé (ANSM), de la Fondation pour la recherche médicale en France et de l’Agence régionale de santé Midi-Pyrénées.
Le financement d'EFEMERIS est totalement indépendant des firmes pharmaceutiques.
De nouveaux financements sont nécessaires  pour poursuivre l’enrichissement et l’exploitation d’EFEMERIS.

## Résultats
EFEMERIS est constituée, au 1er janvier 2023, du suivi de 188 315 grossesses.
Plusieurs études ont déjà été menées au sein d’EFEMERIS pour étudier le risque médicamenteux au cours de la grossesse. On peut citer notamment les études portant sur un antispasmodique très utilisé en France, le phloroglucinol (Spasfon), sur le benfluorex (Mediator), la vaccination contre la grippe H1N1, les médicaments contre la grippe, et les agonistes dopaminergiques.
EFEMERIS participe aussi  à des études internationales avec d’autres bases de données Européennes.